# アル・プン・アブイ
『アル・プン・アブイ』（カタルーニャ語: El Punt Avui）は、スペイン・カタルーニャ州バルセロナ県バルセロナとジローナ県ジローナに拠点を置く日刊紙。カタルーニャ語紙である。2011年7月31日にアル・プン紙とアブイが合併して設立された。

## 歴史
スペインの民主化移行期の1976年4月23日には、カタルーニャ地方の主都であるバルセロナ県バルセロナでカタルーニャ語紙のアブイ紙が創刊された。3年後の1979年2月24日には、ジローナ県の県都ジローナでカタルーニャ語紙のプン・ディアリ紙が創刊され、1990年にアル・プン紙に紙名を変更した。ジローナ市長やカタルーニャ州首相を務めたカルラス・プッチダモンはアル・プン紙で働いていた経験がある。
2009年11月27日、アル・プン紙の発行元であるエルメス・コムニカシオネス社は、アブイ紙の発行元であるカタラナ・デ・コムニカシオン社を買収し、両紙のウェブ版は紙面より先に統合された。2011年7月31日には紙面も統合され、アル・プン・アブイ紙となった。カタルーニャ州にはスペイン語紙のラ・バングアルディア紙とエル・ペリオディコ・デ・カタルーニャ紙という二大紙があり、カタルーニャ語紙のアル・プン・アブイ紙は二大紙に次ぐ存在を目標としている。アル・プン・アブイ紙以外のカタルーニャ語紙には、2010年4月11日にバルセロナで創刊されたアラ紙などがある。

## 特徴
カタルーニャ州版とジローナ県版を発行している。論調はカタルーニャ民族主義やカタルーニャ独立主義である。カタルーニャ州政府からカタルーニャ語メディアに対する助成金を得ている。2010年7月から2011年6月の調査によると、アル・プン紙とアブイ紙には計295,000人の読者がいた。電子版の利用者数は640,000人/月である。